# Emirates Amateur Radio Society
Die Emirates Amateur Radio Society (EARS), arabisch جمعية الإمارات لهواة اللاسلكي, DMG Ǧamʿiyyat al-Imārāt li-Huwāt al-Lāsilkī, deutsch „Amateurfunkverband der Emirate“ ist die nationale Vereinigung der Funkamateure in den Vereinigten Arabischen Emiraten (VAE).

## Geschichte
Die EARS ist eine gemeinnützige Organisation, die vom Ministerium für Gemeindeentwicklung der VAE unterstützt wird. Sie arbeitet eng mit der nationalen Telecom Regulatory Authority (TRA) (entspricht der deutschen Bundesnetzagentur) in Lizenz- und Frequenzfragen zusammen und hat ihren Hauptsitz im Sharjah Scout Mission Building im Emirat Schardscha.
Ein wichtiger Zweck der EARS ist es, das Bewusstsein für den Amateurfunk zu wecken und das Verständnis dafür zu fördern sowie die Entwicklung und Praxis der Funktechnik voranzutreiben. Die EARS unterstützt ihre Mitglieder und vertritt sie gegenüber nationalen und internationalen Behörden und Organisationen. Weitere wichtige Ziele sind:
- Bereitstellung von Forschungsergebnissen über Funktechnik,
- Förderung des Amateurfunks,
- Ausbildung von Jugendlichen,
- Schutz der Rechte der Funkamateure,
- Hilfestellung bei Notfallsituationen,
- Betrieb von Funkrelaisstation,
- Organisation von Schulungen und Prüfungen zum Erwerb der Lizenz.[1]

Die EARS ist Mitglied in der International Amateur Radio Union (IARU Region 1), der internationalen Vereinigung von Amateurfunkverbänden, und vertritt dort die Interessen der Funkamateure des Landes.